# Alchemilla flexicaulis
Alchemilla flexicaulis är en rosväxtart som beskrevs av Robert Buser och C. Dc.. Alchemilla flexicaulis ingår i släktet daggkåpor, och familjen rosväxter. Inga underarter finns listade i Catalogue of Life.